# Alchemilla fontqueri
Alchemilla fontqueri é uma espécie de rosácea do gênero Alchemilla, pertencente à família Rosaceae.